# Герб Каунаса
Герб Каунаса — один з офіційних символів міста Каунас у Литві. Каунас отримав права міста в 1408 році. Після входження в Російську імперію місто йменувалося Ковно, іноді — Ковна. У міжвоєнний період був столицею Литви.

## Історія

### Від ордену до Російської імперії
На найстаршої відомої друку Каунаса (кінець XV століття) зображений бик, що йде вгору. На іншій друку (1492 р.) над спиною бика зображений маленький хрестик, що символізує Тевтонський орден. У 1530 році цей хрест замінений на латинський хрест, розташований між рогів бика.
Герб Ковно затверджений 11 червня 1843 (закон № 17062, сенатський від 26 липня 1843 року). При чому під зображенням герба в ПСЗ написано «Герб Ковенської губернії».
|  | У блакитному щиті пам'ятник, споруджувався в спогад вітчизняної війни 1812года, з написом:" На початківця Бог "; біля підніжжя його дві з'єднані між собою річки, на знак, що м. Ковно варто при злитті річок Німану і Вілії |

.

Незатверджений проект герба Ковно: 
|  | У блакитному щиті срібний пам'ятник, споруджений у місті Ковно на згадку війни 1812г. Цей пам'ятник прикрашений золотими імператорськими орлами та увінчаний золотим російським з 2 перекладинами вгорі хрестом |

.
Пам'ятник на спогад війни 1812 року дійсно був встановлений в Ковно. Але в 1915 році він був демонтований німецькими окупаційними властями і вивезений на переплавку в Німеччину.

### Перша Литовська республіка
У 1935 році уряд Литовської Республіки затвердив для Каунаса новий герб: в пурпуровому полі йде по золотій краю срібний зубр, між рогів якого золотий хрест.

### Радянський герб

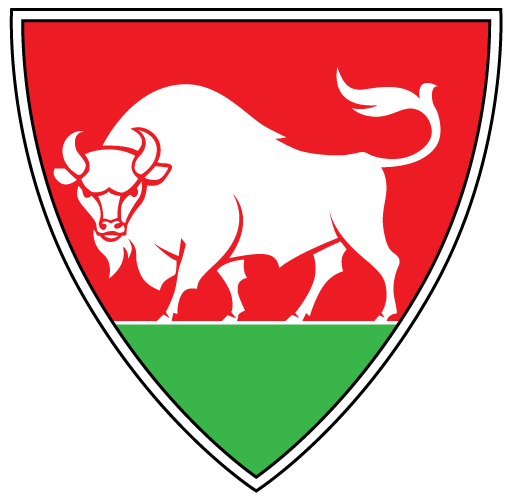
Герб радянського періоду

У 1969 році Республіканської геральдичної комісією був апробований новий герб Каунаса. Автор герба — Вітаутас Баніс (Vytautas Banys). 
|  | На перетині знизу щиті у верхній частині у червоному полі білий зубр, край щита зеленого кольору. Щит облямований вузькою облямівкою срібного кольору |

.Хрест був вилучений, а край перефарбований в зелений колір. Таким чином кольори герба Каунаса повторювали кольори прапора Литовської РСР у складі СРСР.

## Сучасність
Сучасний герб затверджений Каунаса (відновлений) декретом президента Литовської Республіки № 91 від 30 червня 1993 року. Автор еталонного малюнка — Раймондас Мікневічюс.
Указом президента В. Адамкуса від 19 травня 2009 № 1K-1835 затверджений Великий герб міста Каунаса. Традиційний щит накладено на золотий вітрильний корабель зі срібними вітрилами. Н Над основним щитом розміщено малий червоний щиток із срібною облямівкою і трьома золотими кулями. У верхній частині герба на золотій стрічці девіз «DILIGITE JVSTITIAM QVI JVDICATIS TERRAM».